# It Must Be Hell
It Must Be Hell är tionde och sista spåret på Rolling Stones album Undercover, som släpptes 7 november 1983. Rocklåten skrevs av Mick Jagger och Keith Richards och spelades in i november-december 1982 och handlar om orättvisan i världen; somliga barn kan inte läsa och skriva och är hungriga, medan somliga äter för mycket.
"Must be hell living in the world / Suffering in the world like you" ( "Måste vara helvetet som existerar här i världen / Lidande här i världen som du") lyder refrängen på den fem minuter och tre sekunder långa låten, vars riff känns igen från Stones låt Soul Survivor från dubbelalbumet Exile on Main St. 1972 och även på Michael Jacksons låt Black or White från 1991.

## Medverkande musiker
- Mick Jagger - sång och bakgrundssång
- Keith Richards - elgitarr och bakgrundssång
- Ron Wood - leadgitarr, slidegitarr och bakgrundssång
- Bill Wyman - elbas och slagverk
- Charlie Watts - trummor
- Chuck Leavell - keyboard

## Källa
- http://www.keno.org/stones_lyrics/itmustbehell.html